# Županovice u Dešné
Županovice (deutsch Zoppanz) ist eine Gemeinde in Tschechien. Sie liegt 15 Kilometer südöstlich von Dačice  (Datschitz) an der Grenze zu Österreich und gehört zum Okres Jindřichův Hradec (Bezirk Neuhaus). Die Gemeinde hat 67 Einwohner.

## Geographie

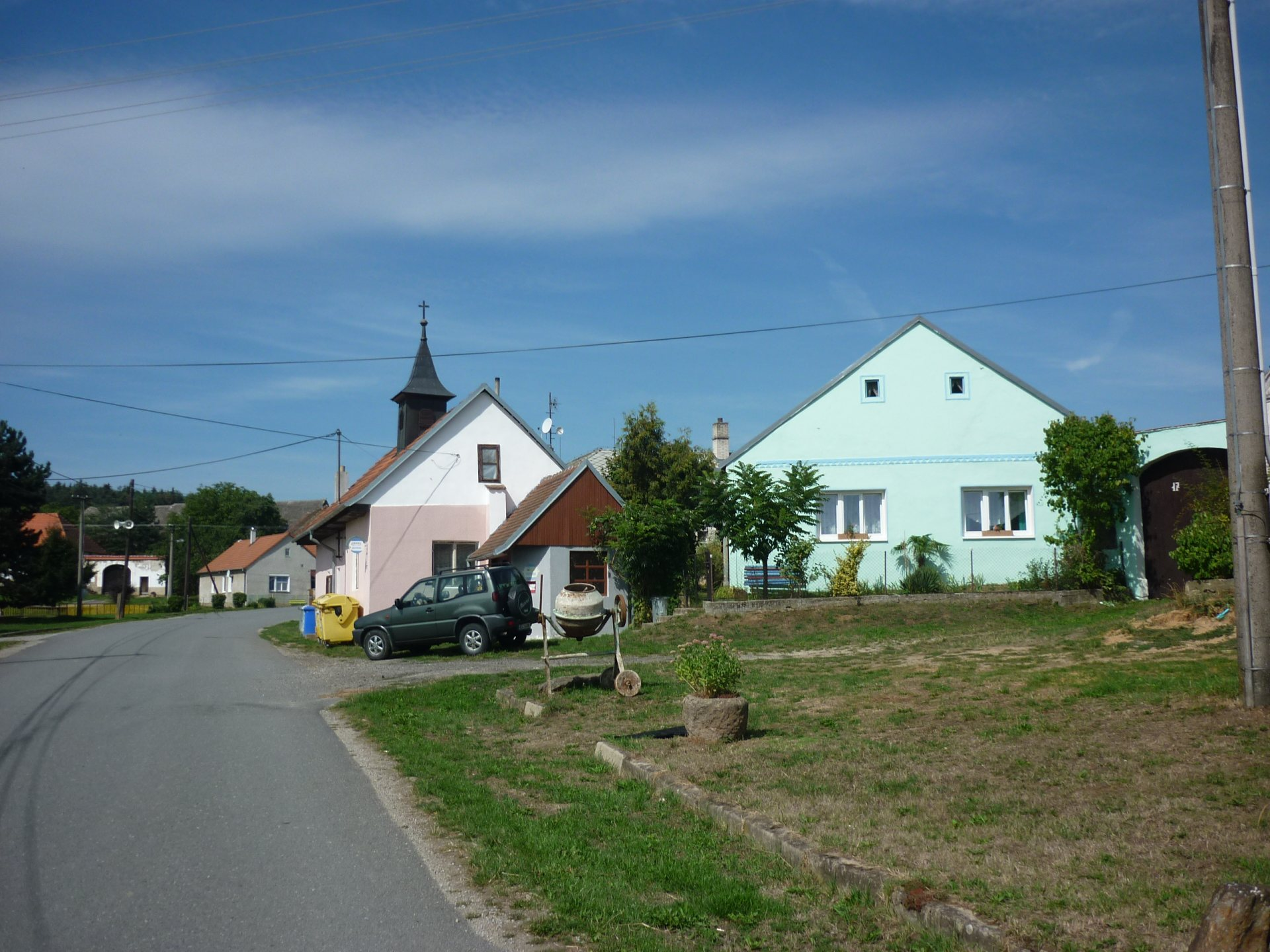
Dorfplatz

Županovice befindet sich in den Hügeln östlich der Mährischen Thaya. Südlich des Dorfes verlaufen die Bunkerlinien des Tschechoslowakischen Walls.
Nachbarorte sind Chvalkovice im Norden, Dešná (Döschen) im Osten, Rancířov (Ranzern) im Südosten, Ziernreith im Süden, Unterpertholz im Südwesten, Písečné (Piesling) im Westen sowie Nové Sady und Marketa im Nordwesten.

## Geschichte
Erstmals urkundlich erwähnt wurde Sopanowicz im Jahre 1320. Der Ort bestand zu dieser Zeit aus einer Siedlung und einem Lehngut des Bistums Olmütz. Nach einer Teilung gehörte der Ort bis zum Ende des 17. Jahrhunderts zu zwei unterschiedlichen Herrschaften und wurde dann zusammen mit Dešná Teil der Herrschaft Pullitz.
Nach dem Ersten Weltkrieg kam der zuvor zu Österreich-Ungarn gehörende südmährische Ort, der 1910 zu 84 % von Deutschmährern bewohnt wurde, durch den Vertrag von Saint-Germain zur Tschechoslowakei. Zwischen 1938 und 1945 gehörte der Ort infolge des Münchner Abkommens zum Reichsgau Niederdonau. 
Nach dem Ende des Zweiten Weltkrieges kam die Gemeinde wieder zur Tschechoslowakei zurück. Am 7. Juni 1945 wurde Zoppanz, zeitgleich mit den umliegenden Orten von Tschechen besetzt. Sie nahmen Männer als Geiseln und vertrieben anschließend die Ortsbevölkerung und zuletzt die Geiseln über die Grenze nach Österreich.
1964 verlor der Ort seine Selbständigkeit und wurde nach Chvalkovice eingemeindet. 1976 erfolgte die Eingemeindung nach Dešná. Seit 1990 ist Županovice wieder eine selbständige Gemeinde.

## Bevölkerungsentwicklung
| Volkszählung | Einwohner gesamt | Volkszugehörigkeit der Einwohner | Volkszugehörigkeit der Einwohner | Volkszugehörigkeit der Einwohner |
| Jahr         | Einwohner gesamt | Deutsche                         | Tschechen                        | Andere                           |
| ------------ | ---------------- | -------------------------------- | -------------------------------- | -------------------------------- |
| 1880         | 122              | 116                              | 6                                | 0                                |
| 1890         | 111              | 105                              | 6                                | 0                                |
| 1900         | 104              | 104                              | 0                                | 0                                |
| 1910         | 127              | 107                              | 20                               | 0                                |
| 1921         | 123              | 101                              | 21                               | 1                                |
| 1930         | 121              | 96                               | 24                               | 1                                |

## Gemeindegliederung
Für die Gemeinde Županovice sind keine Ortsteile ausgewiesen.